# Aria (plante)
Pour les articles homonymes, voir Aria (homonymie).
Genre
Classification GRIN
Synonymes
- Torminaria (DC.) M.Roem.[1]

Aria est un genre de plantes à fleurs de la famille des Rosaceae. Ce genre regroupe à l'origine les espèces du genre Sorbus à feuilles simples, communément nommées « Alisier » en français, le genre Sorbus au sens strict regroupant alors des espèces à feuilles composées, communément nommées « Sorbier ».

## Description
Ce sont des arbres et arbustes à feuilles simples plus ou moins tachetées de blanc en dessous, avec entre neuf et vingt paires de nervures latérales, entières ou basales avec quelques lobes indistincts, subaigus à obtus avec un nombre variable de dents. Les fleurs ont des pétales blancs à jaunâtres et deux ou trois styles. Les fruits (les alises) sont assez gros, de couleur rouge ou cramoisi ou orange, avec quelques lenticelles éparses de taille petite à moyenne.

## Liste des espèces
Selon Catalogue of Life (21 septembre 2020) :
- Aria arvonicola (P. D. Sell) Sennikov & Kurtto
- Aria avonensis (T. C. G. Rich) Sennikov & Kurtto
- Aria baldaccii (C. K. Schneid.) Sennikov & Kurtto
- Aria busambarensis (G. Castellano, P. Marino, Raimondo & Spadaro) Sennikov & Kurtto
- Aria cambrensis (M. Proctor) Sennikov & Kurtto
- Aria cheddarensis (L. Houston & Ashley Robertson) Sennikov & Kurtto
- Aria collina
- Aria cucullifera
- Aria danubialis (Jáv.) Sennikov & Kurtto
- Aria edulis (Willd.) M. Roem.
- Aria eminens (E. F. Warb.) Sennikov & Kurtto
- Aria eminentiformis (T. C. G. Rich) Sennikov & Kurtto
- Aria eminentoides (L. Houston) Sennikov & Kurtto
- Aria evansii (T. C. G. Rich) Sennikov & Kurtto
- Aria graeca (Spach) M. Roem.
- Aria greenii (T. C. G. Rich) Sennikov & Kurtto
- Aria herefordensis (D. Green) Sennikov & Kurtto
- Aria hibernica (E. F. Warb.) Sennikov & Kurtto
- Aria hungarica (Bornm.) Sennikov & Kurtto
- Aria javorkana (Somlyay, Sennikov & Vojtkó) Sennikov & Kurtto
- Aria keszthelyensis (Somlyay & Sennikov) Sennikov & Kurtto
- Aria lancastriensis (E. F. Warb.) Sennikov & Kurtto
- Aria leighensis (T. C. G. Rich) Sennikov & Kurtto
- Aria leptophylla (E. F. Warb.) Sennikov & Kurtto
- Aria madoniensis (Raimondo, G. Castellano, Bazan & Schicchi) Sennikov & Kurtto
- Aria margaretae (M. Proctor) Sennikov & Kurtto
- Aria moravica
- Aria obtusifolia (DC.) Sennikov & Kurtto
- Aria pannonica (Kárpáti) Sennikov & Kurtto
- Aria pontis-satanae
- Aria porrigentiformis (E. F. Warb.) Sennikov & Kurtto
- Aria richii (L. Houston) Sennikov & Kurtto
- Aria robertsonii (T. C. G. Rich) Sennikov & Kurtto
- Aria rupicola (Syme) Mezhenskyj
- Aria rupicoloides (L. Houston & T. C. G. Rich) Sennikov & Kurtto
- Aria saxicola (T. C. G. Rich) Sennikov & Kurtto
- Aria spectans (L. Houston) Sennikov & Kurtto
- Aria stankovii (Juz.) Sennikov & Kurtto
- Aria stenophylla (M. Proctor) Sennikov & Kurtto
- Aria stirtoniana (T. C. G. Rich) Sennikov & Kurtto
- Aria subdanubialis (Soó) Sennikov & Kurtto
- Aria taurica (Zinserl.) Sennikov & Kurtto
- Aria tergestina (H. Lindb.) Sennikov & Kurtto
- Aria thaiszii (Soó) Sennikov & Kurtto
- Aria thayensis
- Aria turcica (Zinserl.) comb. ined.
- Aria ujhelyii (Somlyay & Sennikov) Sennikov & Kurtto
- Aria ulmifolia (Kárpáti) Sennikov & Kurtto
- Aria umbellata (Desf.) Sennikov & Kurtto
- Aria vajdae (Boros) Sennikov & Kurtto
- Aria vexans (E. F. Warb.) Sennikov & Kurtto
- Aria whiteana (T. C. G. Rich & L. Houston) Sennikov & Kurtto
- Aria wilmottiana (E. F. Warb.) Sennikov & Kurtto
- Aria zolyomii (Soó) Sennikov & Kurtto

Selon Tropicos (21 septembre 2020) (Attention liste brute contenant possiblement des synonymes) :
- Aria alnifolia (Siebold & Zucc.) Decne.
- Aria aronioides (Rehder) H. Ohashi & H. Iketani
- Aria astateria (Cardot) H. Ohashi & H. Iketani
- Aria caloneura (Stapf) H. Ohashi & H. Iketani
- Aria carpinifolia (T.T. Yu & L.T. Lu) H. Ohashi & H. Iketani
- Aria chengii (C.J. Qi) H. Ohashi & H. Iketani
- Aria coronata (Cardot) H. Ohashi & H. Iketani
- Aria corymbifera (Miq.) H. Ohashi & H. Iketani
- Aria detergibilis (Merr.) H. Ohashi & H. Iketani
- Aria dunnii (Rehder) H. Ohashi & H. Iketani
- Aria epidendron (Hand.-Mazz.) H. Ohashi & H. Iketani
- Aria ferruginea (Wenz.) H. Ohashi & H. Iketani
- Aria folgneri (C.K. Schneid.) H. Ohashi & H. Iketani
- Aria globosa (T.T. Yu & H.T. Tsai) H. Ohashi & H. Iketani
- Aria griffithii (Decne.) H. Ohashi & H. Iketani
- Aria hemsleyi (C.K. Schneid.) H. Ohashi & H. Iketani
- Aria hunanica (C.J. Qi) H. Ohashi & H. Iketani
- Aria keissleri (C.K. Schneid.) H. Ohashi & H. Iketani
- Aria megalocarpa (Rehder) H. Ohashi & H. Iketani
- Aria meliosmifolia (Rehder) H. Ohashi & H. Iketani
- Aria nivea Host
- Aria ochracea (Hand.-Mazz.) H. Ohashi & H. Iketani
- Aria pallescens (Rehder) H. Ohashi & H. Iketani
- Aria paucinerva H. Ohashi & H. Iketani
- Aria rhamnoides (Decne.) H. Ohashi & H. Iketani
- Aria subochracea (T.T. Yu & L.T. Lu) H. Ohashi & H. Iketani
- Aria thibetica (Cardot) H. Ohashi & H. Iketani
- Aria thomsonii (King ex Hook. f.) H. Ohashi & H. Iketani
- Aria tsinlingensis (C.L. Tang) H. Ohashi & H. Iketani
- Aria xanthoneura (Rehder) H. Ohashi & H. Iketani
- Aria yuana (Spongberg) H. Ohashi & H. Iketani
- Aria yuarguta H. Ohashi & H. Iketani
- Aria zahlbruckneri (C.K. Schneid.) H. Ohashi & H. Iketani
- Aria ×thuringiaca (Nyman) Beck

Selon la World Checklist of Vascular Plants (WCVP) (21 septembre 2020) :
- Aria arvonicola (P.D.Sell) Sennikov & Kurtto
- Aria avonensis (T.C.G.Rich) Sennikov & Kurtto
- Aria baldaccii (C.K.Schneid.) Sennikov & Kurtto
- Aria busambarensis (G.Castellano, P.Marino, Raimondo & Spadaro) Sennikov & Kurtto
- Aria cambrensis (M.Proctor) Sennikov & Kurtto
- Aria cheddarensis (L.Houston & Ashley Robertson) Sennikov & Kurtto
- Aria collina (M.Lepí, P.Lepí & N.Mey.) Sennikov & Kurtto
- Aria cucullifera (M.Lepí & P.Lepí) Sennikov & Kurtto
- Aria danubialis (Jáv.) Sennikov & Kurtto
- Aria edulis (Willd.) M.Roem.
- Aria eminens (E.F.Warb.) Sennikov & Kurtto
- Aria eminentiformis (T.C.G.Rich) Sennikov & Kurtto
- Aria eminentoides (L.Houston) Sennikov & Kurtto
- Aria evansii (T.C.G.Rich) Sennikov & Kurtto
- Aria graeca (Lodd. ex Spach) M.Roem.
- Aria greenii (T.C.G.Rich) Sennikov & Kurtto
- Aria herefordensis (D.Green) Sennikov & Kurtto
- Aria hibernica (E.F.Warb.) Sennikov & Kurtto
- Aria hungarica (Bornm.) Sennikov & Kurtto
- Aria javorkana (Somlyay, Sennikov & Vojtkó) Sennikov & Kurtto
- Aria keszthelyensis (Somlyay & Sennikov) Sennikov & Kurtto
- Aria lancastriensis (E.F.Warb.) Sennikov & Kurtto
- Aria leighensis (T.C.G.Rich) Sennikov & Kurtto
- Aria madoniensis (Raimondo, G.Castellano, Bazan & Schicchi) Sennikov & Kurtto
- Aria margaretae (M.Proctor) Sennikov & Kurtto
- Aria moravica (M.Lepí & P.Lepí) Sennikov & Kurtto
- Aria obtusifolia (Ser.) Sennikov & Kurtto
- Aria pannonica (Kárpáti) Sennikov & Kurtto
- Aria pontis-satanae (M.Lepí & P.Lepí) Sennikov & Kurtto
- Aria porrigentiformis (E.F.Warb.) Sennikov & Kurtto
- Aria richii (L.Houston) Sennikov & Kurtto
- Aria rupicola (Syme) Mezhenskyj
- Aria rupicoloides (L.Houston & T.G.C.Rich) Sennikov & Kurtto
- Aria saxicola (T.C.G.Rich) Sennikov & Kurtto
- Aria spectans (L.Houston) Sennikov & Kurtto
- Aria stankovii (Juz.) Sennikov & Kurtto
- Aria stenophylla (M.Proctor) Sennikov & Kurtto
- Aria stirtoniana (T.C.G.Rich) Sennikov & Kurtto
- Aria subdanubialis (Soó) Sennikov & Kurtto
- Aria taurica (Zinserl.) Sennikov & Kurtto
- Aria tergestina (H.Lindb.) Sennikov & Kurtto
- Aria thaiszii (Soó) Sennikov & Kurtto
- Aria thayensis (M.Lepí & P.Lepí) Sennikov & Kurtto
- Aria ujhelyii (Somlyay & Sennikov) Sennikov & Kurtto
- Aria ulmifolia (Kárpáti) Sennikov & Kurtto
- Aria umbellata (Desf.) Sennikov & Kurtto
- Aria vajdae (Boros) Sennikov & Kurtto
- Aria vexans (E.F.Warb.) Sennikov & Kurtto
- Aria whiteana (T.C.G.Rich & L.Houston) Sennikov & Kurtto
- Aria wilmottiana (E.F.Warb.) Sennikov & Kurtto
- Aria yuarguta H.Ohashi & Iketani
- Aria zolyomii (Soó) Sennikov & Kurtto
- Aria ×robertsonii (T.C.G.Rich) Sennikov & Kurtto
- Aria ×leptophylla (E.F.Warb.) Sennikov & Kurtto